# Colin McRae Rally

Logo della serie

Colin McRae Rally è una serie di videogiochi di guida rally sviluppato e distribuito dalla Codemasters per diverse piattaforme (inizialmente per PlayStation e Windows e successivamente per Mac, PlayStation 2, Xbox, Game Boy Advance e dispositivi Android ed iOS). Il gioco fin dalle prime versioni mira alla simulazione realistica di ogni particolare che caratterizza una corsa rally (danni, derapate, etc); prende il nome dal pilota Colin McRae che ha collaborato nel fornire il supporto tecnico. Il gioco ha avuto un'enorme popolarità e successo tra i giovani di tutte le età appassionati di macchine in generale ed è considerato il videogame più rappresentativo del rally mondiale.

## Versioni del gioco

### Colin McRae Rally
I rally sono 8: Australia, Corsica, Grecia, Indonesia, Monte-Carlo, Nuova Zelanda, Regno Unito e Svezia, mentre le auto sono 8 originali all'inizio, sono le seguenti: tra le 4WD ci sono la Ford Escort RS Cosworth, la Mitsubishi Lancer, la Subaru Impreza e la Toyota Corolla, mentre tra le 2WD spiccano la Renault Megane, la Seat Ibiza, la Skoda Felicia e la Volkswagen Golf. Andando avanti nel gioco è possibile sbloccare altre 4 auto: Lancia Delta HF Integrale, Ford Escort MKII, Ford RS200 e Audi Quattro.
Tra gli avversari sono inoltre presenti piloti reali (Carlos Sainz, Didier Auriol, Juha Kankkunen, Richard Burns, Bruno Thiry, Piero Liatti, Allister McRae, Philippe Bugalski, Harri Rovanpera)
Bisogna completare le corse nelle diverse nazioni cercando di arrivare primo guadagnando più punti possibili.
Ogni tappa vinta, dà la possibilità di utilizzare un nuovo componente elaborato per utilizzarlo nelle successive gare.

### Colin McRae Rally 2.0
Pubblicato nel 2000 per PlayStation e Microsoft Windows e nel 2002 per Game Boy Advance, e considerato da molti il migliore della serie, permette di disputare il campionato del mondo rally 2000.

### Colin McRae Rally 3
In questo capitolo, uscito nel 2002 e primo per PlayStation 2, nella modalità campionato, si farà parte della squadra Ford nei panni di Colin McRae alla conquista del mondiale rally 2002. Codemasters all'epoca pensò che, dal momento che Colin McRae era sotto contratto Ford, sarebbe stato più realistico per i giocatori impersonare direttamente il pilota scozzese guidando la sua auto. La vettura utilizzata in modalità Campionato è una Ford Focus RS WRC02.
Oltre alle auto Ford, potremo utilizzare tutte le altre auto nella modalità Percorsi, dove inoltre potremo rivedere i rally già svolti e ripetere le varie tappe, che comprendono: la Svezia, sotto la neve; la Finlandia, umida e piena di salti da prendere in velocità; la Grecia, un rally molto complesso a causa delle strade sconnesse; gli Stati Uniti, un rally molto veloce; il Giappone, il rally più difficile a causa delle strade asfaltate bagnate e fangose e sempre sotto fortissimi nubifragi; la Spagna, il rally più semplice, su asfalto dove si può spesso tagliare le curve; l'Australia, rally caratterizzato da strade di ciottoli e strettoie in mezzo alle foreste e la Gran Bretagna, un misto fra asfalto e ghiaia bagnata.
Inoltre i danni alle auto saranno più realistici, poiché le auto potranno perdere tutte le ruote e accusare malfunzionamenti interni non poco gravi, che porteranno la nostra vettura a non funzionare per niente. E più disastri accadranno alla macchina, più sarà remota la possibilità di vincere le tappe Rally.

### Colin McRae Rally 04
Uscito nel 2003, presenta diverse modalità di gioco: campionato, rally singolo, percorso singolo, campionato esperto (danni reali e difficoltà alta) e campionato gruppo B.
Si può gareggiare in 8 Rally diversi che comprendono: la Svezia, sotto la neve; la Finlandia, umida e piena di salti da prendere in velocità; la Grecia, un rally molto complesso a causa delle strade sconnesse; gli Stati Uniti, un rally molto veloce; il Giappone, il rally più difficile a causa delle strade asfaltate bagnate e fangose e sempre sotto fortissimi nubifragi; la Spagna, il rally più semplice, su asfalto dove si può spesso tagliare le curve; l'Australia, rally caratterizzato da strade di ciottoli e strettoie in mezzo alle foreste e la Gran Bretagna, un misto fra asfalto e ghiaia bagnata.
Ognuno di questi rally è diviso in 6 gare e in 4 rally (Stati Uniti, Australia, Svezia, Gran Bretagna) da un rally superspeciale, un circuito sterrato in cui sfidare un avversario.
Le Auto sono suddivise in 4 categorie: 4WD, le classiche auto da rally a 4 ruote motrici; 2WD, le auto più leggere con trazione anteriore; Gruppo B, auto che venivano usate nelle gare soprattutto negli anni 80 che a causa dei troppi incidenti e morti provocati dalle corse di gruppo B vennero vietate; Speciali, che contengono auto che vengono sbloccate andando avanti nel gioco.
Le Auto 4WD comprendono: Citroen Xsara Rally Car, Subaru Impreza 44s, Mitsubishi Lancer Evo7, Peugeot 206, Ford Focus.
Le auto 2WD comprendono: Fiat Punto Abarth, Ford Puma, MG ZR Super 1600,Volkswagen Rally Golf e la Citroën Saxo.
Durante il campionato, sono presenti delle prove che, se superate, consentono di ottenere parti migliori per l'auto.

### Colin McRae Rally 2005
Colin McRae Rally 2005 è uscito nei negozi alla fine del 2004 per diverse piattaforme.
Il gioco, oltre a riprodurre il campionato del mondo di rally del 2005, presenta molte altre modalità di gioco: SFIDE, classica modalità arcade dov'è possibile gareggiare in un rally intero o in un solo percorso; CARRIERA, in questa modalità si parte guidando le categorie basilari del rally utilizzando auto non molto potenti ed a trazione anteriore e ottenendo nel corso della carriera punti in base al piazzamento nelle gare i quali serviranno a sbloccare le sfide successive, ma anche nuovi veicoli e messe a punto.

#### Categoria 2WD
- Volkswagen Polo Super 1600
- MG ZR
- Citroen Saxo Kit Car
- Toyota Celica GT-S
- Ford Fiesta Rally Concept

#### Categoria 4WD
- Subaru Impreza WRC
- Citroen Xsara WRC
- Mitsubishi Lancer Evolution VIII
- Peugeot 206 WRC
- Audi A3 Quattro
- Volkswagen Golf R32
- Ford Focus Rally Car

#### Categoria Gruppo B
- MG 6R4
- Audi Quattro S1
- Peugeot 205 Turbo 16 Evo 2
- Ford RS200

#### Categoria RWD
- Lancia Stratos
- Lancia 037
- Ford Sierra Cosworth
- Alfa Romeo Alfetta GTV

#### Categoria Super 2WD
- Clio V6
- Alfa Romeo 147 GTA
- Volkswagen Golf GTI

#### Categoria 4X4
- Land Rover Freelander M-Sport
- Mitsubishi Shogun Montero Evolution 2
- Nissan Pick-Up Dakar 2004

#### Categoria Special
- Volkswagen Beetle RSI
- 1967 Mini Morris Cooper S
- MGC Sebring Special
- Ford Escort Mk 1

#### Categoria Classic
- Ford Escort Mk 5 RS Cosworth
- Lancia Delta HF integrale
- Subaru Impreza 22B STi
- Toyota Celica GT-Four (ST185)

### Colin McRae: DiRT
Uscito per PC, PlayStation 3 e Xbox 360 nel 15 giugno 2007, utilizza un motore grafico della Codemasters, il Neon Engine, a cui la software house ha lavorato per tre anni.
I requisiti minimi sono:
CPU: Pentium 4 @ 3.0GHz o Athlon 64 3.0GHz
RAM: 1 GB
GPU: GeForce 6800/Radeon X1300 o superiori
mentre quelli consigliati sono:
CPU: Intel Core 2 Duo @ 2.66Ghz o Athlon X2 3800+
RAM: 2 GB
GPU: GeForce 8800/Radeon X1950
Fruibile anche su PlayStation 3 il gioco vanta una grafica ampiamente migliorata e ricca rispetto alle precedenti versioni con diversi tipi di visuali anche dall'interno dell'abitacolo e con scarsissimi o quasi nulli rallentamenti durante il gioco. Migliorata anche la giocabilità grazie all'introduzione di nuovi veicoli e specialità off-road provenienti in gran parte dagli USA.
- Modalità: Nel gioco si possono sperimentare gare in diverse categorie, a partire da semplici rally a tempo fino a gare su pista con uno o più avversari, come rallycross e tante altre. Vi si può giocare in due modalità: modalità carriera e modalità 'gara semplice'. Nella modalità 'gara semplice' si possono provare le varie tipologie di gare e i veicoli sbloccati nella carriera fino ad allora. La modalità 'carriera' permette di sbloccare veicoli e gare vincendo gare su vari livelli. Il primo livello è composto da undici semplici eventi di 1-2 gare ciascuno. In ogni evento bisogna raccogliere punti (in base alla posizione in classifica alla fine dell'evento) per sbloccare il livello successivo. Vincendo le gare si guadagnano anche dei soldi, necessari per acquistare i veicoli nei livelli successivi. Aumentando di livello aumenta sia la difficoltà che il numero di gare, mentre diminuisce di uno il numero di eventi, dando una forma di piramide alla sua rappresentazione grafica.

- Veicoli: Vi sono veicoli di varie categorie, come classici veicoli da rally, fuoristrada, come la BMW X3, camion, e buggy. I normali veicoli da rally si dividono in classici come la Lancia Delta S4, trazione integrale in cui vi sono Mitsubishi Lancer EVO, Subaru Impreza e Peugeot 307, trazione posteriore come Lotus Exige e Audi TT e trazione anteriore con la Renault Clio. Nella categoria dei fuoristrada si possono trovare la Mitsubishi L200 Triton e la BMW X3. Nella categoria dei camion si possono trovare i Kamaz e i MAN.

### Colin McRae Rally Mac
Nel 2007, a poca distanza dall'improvvisa scomparsa di Colin McRae, è stata distribuita una versione del gioco per computer macOS sviluppata da Feral Interactive, del tutto simile a Colin McRae Rally 2005 come struttura e veicoli disponibili, ma maggiorato della modalità Campionato, e di alcune funzionalità ed auto.

### Colin McRae DiRT 2
Codemasters ha pubblicato Dirt 2 il 10 settembre 2009. Il gioco è basato sulla tecnologia EGO.
In Dirt 2 è presente una modalità World Tour che consente di gareggiare in varie location sparse per il mondo: Utah, Giappone, Malaysia, Cina, Croazia, Bassa California, Marocco, Los Angeles e Londra.
Sono presenti modalità di gara molto diverse tra loro, come Rally, Corsa a Tempo, Distruggi le Porte, Raid, Eliminazione e Dominazione, oltre alla semplice "gara classica".
Tra gli avversari sono inoltre presenti piloti reali (Ken Block, Travis Pastrana, Tanner Foust e Dave Mirra) che occasionalmente sfideranno il giocatore.
Svolgendo le gare e completando particolari missioni il giocatore guadagna esperienza e sale di livello, sbloccando gradualmente nuove gare e livree e oggetti per personalizzare le vetture.
È presente anche una consistente modalità multiplayer.
Il gioco è uscito per PlayStation 3, Xbox 360, Wii, DS, PSP, macOS e PC con il supporto Games for Windows LIVE.

### Dirt 3(2011)
Dirt 3 è stato rilasciato nel maggio 2011, ma il nome di Colin McRae non è stato utilizzato nel titolo.

### DiRT Showdown(2012)
Dirt: Showdown, uno "spin-off in stile arcade", è stato rilasciato su Microsoft Windows, PlayStation 3 e Xbox 360 nel maggio 2012.

### Colin McRae Rally(2013)
Il gioco del 2013 Colin McRae Rally condivide lo stesso nome della versione del 1998, ma il contenuto del gioco e il modello di guida sono presi direttamente dal titolo del 2000 Colin McRae Rally 2.0. Questa versione è stata rilasciata su iOS nel 2013 e portata su Windows, OS X e Android nel 2014.

### Dirt Rally(2015)
Dirt Rally è un videogioco di corse incentrato sui rally. È stato annunciato il 27 aprile 2015 ed è stato rilasciato in accesso anticipato di Steam quel giorno e ha visto il suo rilascio completo il 7 dicembre 2015. Le versioni per PlayStation 4 e Xbox One sono state rilasciate nell'aprile 2016.

### Dirt 4(2017)
Nel gennaio 2017, Codemasters ha annunciato Dirt 4. Il gioco è stato lanciato il 9 giugno 2017 su PlayStation 4, Windows e Xbox One.

### Dirt Rally 2.0(2019)
Codemasters ha annunciato Dirt Rally 2.0 a settembre 2018 e lo ha rilasciato il 26 febbraio 2019. Il gioco è una continuazione della simulazione dedicata di Dirt Rally in contrapposizione all'enfasi sull'accessibilità di Dirt 4. Dirt Rally 2.0 è il primo gioco delle serie Colin McRae Rally e Dirt che non è stato diretto da Paul Coleman.

### Dirt 5 (2020)
Nel maggio 2020, Codemasters ha annunciato Dirt 5. Il gioco è stato lanciato nel novembre 2020 per Microsoft Windows, PlayStation 4, PlayStation 5, Xbox One e Xbox Series X e nel marzo 2021 per Google Stadia.